# Spirit (Depeche Mode)
Spirit är Depeche Modes fjortonde studioalbum, utgivet den 17 mars 2017. Global Spirit Tour pågick från den 5 maj 2017 till den 25 juli 2018.

## Låtförteckning
| Nr  | Titel                           | Längd |
| --- | ------------------------------- | ----- |
| 1.  | Going Backwards                 |       |
| 2.  | Where's the Revolution          |       |
| 3.  | The Worst Crime                 |       |
| 4.  | Scum                            |       |
| 5.  | You Move                        |       |
| 6.  | Cover Me                        |       |
| 7.  | Eternal                         |       |
| 8.  | Poison Heart                    |       |
| 9.  | So Much Love                    |       |
| 10. | Poorman                         |       |
| 11. | No More (This Is The Last Time) |       |
| 12. | Fail                            |       |

| 1. | Cover Me (Alt Out)         |  |
| 2. | Scum (Frenetic Mix)        |  |
| 3. | Poison Heart (Tripped Mix) |  |
| 4. | Fail (Cinematic Cut)       |  |
| 5. | So Much Love (Machine Mix) |  |

## Medverkande
Depeche Mode
- Dave Gahan – sång
- Martin Gore – gitarr, keyboard, sång, bakgrundssång
- Andy Fletcher - keyboard, bakgrundssång

Övriga
- James Ford – producent
- Matrixxman – programmering
- Brian Lucey – mastering
- Anton Corbijn – omslagsdesign

## Singlar
1. "Where's the Revolution" (3 februari 2017)
2. "Going Backwards" (23 juni 2017)
3. "Cover Me" (6 oktober 2017)